# 캐츠킬산맥

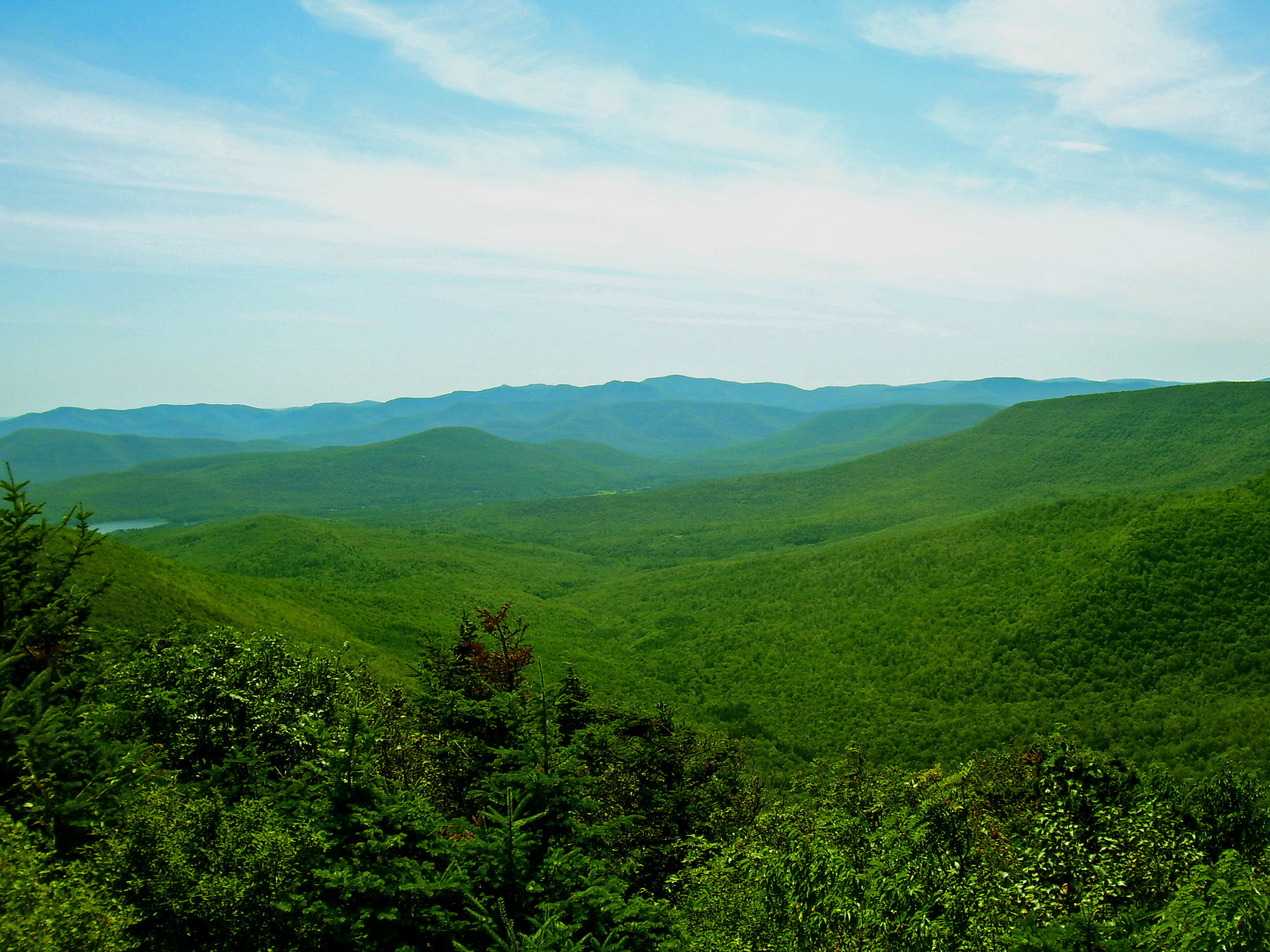
캐츠킬산맥의 중앙부

캐츠킬산맥(Catskill Mountains)은 미국 뉴욕주의 중부에 위치한 산맥이다. 최고봉은 슬라이드산(해발 1,274m)이다.